# Nazionale maschile under 19 di calcio della Grecia
La Nazionale di calcio greca Under-19 è la rappresentativa calcistica Under-19 della Grecia ed è posta sotto l'egida della EPO. La squadra partecipa al campionato europeo di categoria che si tiene ogni anno.

## Piazzamenti agli Europei Under-19
- 2002: Turno di qualificazione
- 2003: Turno di qualificazione
- 2004: Turno di qualificazione
- 2005: Fase a gironi
- 2006: Turno di qualificazione
- 2007: Secondo posto
- 2008: Fase a gironi
- 2009: Fase Elite
- 2010: Fase Elite
- 2011: Fase a gironi
- 2012: Secondo posto
- 2013: Fase Elite
- 2014: Fase Elite
- 2015: Semifinale
- 2016: Fase Elite
- 2017: Fase Elite
- 2018: Fase Elite
- 2019: Fase Elite
- 2022: Turno di qualificazione
- 2023: Fase a gironi